# Хорга
Хорга́ (бур. Хорго) — посёлок в Еравнинском районе Бурятии. Входит в сельское поселение «Озёрное».

## География
Расположен на западном берегу озера Малая Хорга, в 41 км к северо-востоку от районного центра, села Сосново-Озёрское, в 3 км севернее межрегиональной автодороги Р436 Улан-Удэ — Романовка — Чита. Центр сельского поселения, посёлок Озёрный, находится в 16 км к северо-западу от Хорги.

## Население
| 2002 | 2010 |
| ---- | ---- |
| 186  | ↘127 |

## Инфраструктура
Общеобразовательная школа, сельский клуб, библиотека, фельдшерско-акушерский пункт, почтовое отделение.

## Экономика
Отделение совхоза «Гундинский», СПК «Еравнинский».